# Whistle
『Whistle』（ホイッスル）は、HYのインディーズ・デビュー後、6枚目のアルバム。

## 解説
- 前作、『HeartY』から約2年ぶりとなる、通算6枚目のオリジナルアルバム。「レール」「告白」は、PVが製作された。
- 『Confidence』以来となる、オリコンチャート1位を獲得した。
- 「時をこえ」は、2010年の第61回NHK紅白歌合戦で演奏された。
- 初回生産限定盤『Whistle〜Portrait Version〜』はCD+DVDの二枚組で、Portrait Package／Portrait Sleeve／Portrait Disc仕様。60Pアナザーブック“Portrait ALBUM”封入。

## 収録曲
| 全編曲: 西脇辰弥、高藤大樹（ストリングスアレンジ）。 |                      |                    |                    |       |
| #                                                    | タイトル             | 作詞               | 作曲               | 時間  |
| 1.                                                   | 「レール」           | 新里英之           | 新里英之           | 5:41  |
| 2.                                                   | 「ビタミンⅠ」        | 仲宗根泉           | 仲宗根泉           | 6:10  |
| 3.                                                   | 「告白」             | TUN                | TUN                | 4:54  |
| 4.                                                   | 「君のいない世界」   | 新里英之           | 新里英之           | 5:03  |
| 5.                                                   | 「すてがらHOLLY」    | 宮里悠平           | 宮里悠平、TUN      | 3:52  |
| 6.                                                   | 「哀しみの向こう側」 | TUN                | TUN                | 5:07  |
| 7.                                                   | 「うけんビーチ」     | 宮里悠平           | 宮里悠平           | 6:08  |
| 8.                                                   | 「少年」             | 新里英之           | 新里英之           | 4:28  |
| 9.                                                   | 「Super Positive」   | TUN                | TUN                | 6:16  |
| 10.                                                  | 「Answer」           | 仲宗根泉           | 仲宗根泉           | 6:41  |
| 11.                                                  | 「帰り道」           | 宮里悠平、仲宗根泉 | 宮里悠平、仲宗根泉 | 6:14  |
| 12.                                                  | 「時をこえ」         | 仲宗根泉           | 仲宗根泉           | 7:29  |
| 合計時間:                                            | 合計時間:            | 合計時間:          | 合計時間:          | 68:03 |

| #  | タイトル                                               | 作詞 | 作曲・編曲 |
| -- | ------------------------------------------------------ | ---- | ---------- |
| 1. | 「〜Looking for HeartY 新しい宝物〜 ドキュメント映像」 |      |            |
| 2. | 「レール」(ミュージック・ビデオ)                       |      |            |
| 3. | 「告白」(ミュージック・ビデオ)                         |      |            |
| 4. | 「アルバム未収録新曲の!?」                             |      |            |

## 演奏
- 弦一徹ストリングス：Strings (#1.3.10)
- クラッシャー木村ストリングス：Strings (#2.12)
- Paula Johnson, Glynis J. Martin, Dee Wright, Schanita Simmons Ramos：Chorus (#10.12)
- 竹上良成：Sax (#11)
- 琉球古布道場：エイサー (#12)